# Henry Victor
Henry Victor (* 2. Oktober 1892 in London, Großbritannien; † 15. März 1945 in Hollywood, Kalifornien) war ein britisch-amerikanischer Schauspieler. 

## Leben
Henry Victor wurde zwar in London geboren, wuchs allerdings in Deutschland auf, weshalb er in seinen amerikanischen Filmen einen deutschen Akzent hatte. Während Victor in der Stummfilmzeit teilweise Hauptrollen spielte, musste er sich nach Einführung des Tonfilms Ende der 1920er-Jahre oftmals mit kleineren bis mittleren Nebenrollen zufriedenstellen. Das lag nicht zuletzt an seinem deutschen Akzent. Seine bekannteste Rolle hatte er als muskulöser Herkules in Tod Brownings Horrorfilm Freaks aus dem Jahr 1932. Daneben spielte er 1941 im Film Herr der Zombies mit. In den letzten Jahren seines Lebens – während des Zweiten Weltkrieges – wurde Victor besonders häufig für Nazi-Schurkenrollen verpflichtet, so übernahm er die Rolle des Adjutanten Schultz im Filmklassiker Sein oder Nichtsein (1942) von Ernst Lubitsch. Insgesamt umfasst das filmische Schaffen von Victor zwischen 1914 und seinem Todesjahr mehr als 100 Kinofilme. 
Henry Victor starb am 15. März 1945 in Hollywood im Alter von 52 Jahren an einem Gehirntumor.

## Filmografie (Auswahl)
- 1914: The King’s Romance
- 1916: The Picture of Dorian Gray
- 1918: The Secret Woman
- 1922: Diana of the Crossways
- 1924: The White Shadow
- 1925: Braveheart
- 1927: Der Bettelpoet (The Beloved Rogue)
- 1927: Das vierte Gebot (Fourth Commandment)
- 1928: Das Geld (L’Argent)
- 1929: Die Siegerin (After the Verdict)
- 1929: Diane – Die Geschichte einer Pariserin
- 1931: Unter der See (Seas Beneath)
- 1932: Freaks (La Monstrueuse Parade)
- 1932: Die Mumie (The Mummy)
- 1933: Hotel auf dem Ozean (Luxury Liner)
- 1935: Murder at Monte Carlo
- 1939: Ich war ein Spion der Nazis (Confessions of a Nazi Spy)
- 1939: Nurse Edith Cavell
- 1939: Geheimagenten (Espionage Agent)
- 1940: Tödlicher Sturm (The Mortal Storm)
- 1940: Mystery Sea Raider
- 1940: Spring Parade
- 1940: Das Haus der sieben Sünden (Seven Sinners)
- 1940: Escape
- 1941: Herr der Zombies – Insel der lebenden Toten (King of the Zombies)
- 1942: Agenten der Nacht (All Through the Night)
- 1942: Sein oder Nichtsein (To Be or Not to Be)
- 1942: Sabotageauftrag Berlin (Desperate Journey)
- 1942: Es waren einmal Flitterwochen (Once Upon a Honeymoon)
- 1942: Die Geheimwaffe (Sherlock Holmes and the Secret Weapon)
- 1943: Botschafter in Moskau (Mission to Moscow)
- 1943: Nazty Nuisance
- 1943: Gefährliche Flitterwochen (Above Suspicion)
- 1945: Skandal bei Hofe (A Royal Scandal)